# Tanggu
Tanggu (léase Tang-kú; en chino, 塘沽区; pinyin, Tánggū Qū) es una ciudad-distrito bajo la administración directa de la nueva área de Binhai en Tianjin. Se ubica en el delta del río Amarillo cerca de la costa del mar de Bohai, República Popular China. Su área es de 790 km² y su población es de 480 000 (2010).

## Administración
Tanggu se divide en 10 subdistritos y 1 poblado.
- Subdistritos
  - Xincun
  - Jiefanglu
  - Sanhuailu
  - Xingang
  - Hangzhoudao
  - Xinhe
  - Xiangyang
  - Dagu
  - Beitang
  - Hujiayuan
- Poblado:
  - Xincheng

## Historia
El 31 de mayo de 1933, el Gobierno Nacional de la República Popular China y el ejército japonés firmaron un cese del fuego en la tregua de Tanggu. Después de 80 años del siglo XX en el Distrito Tanggú se estableció la Zona de Desarrollo Tecnológico Económica de Tianjín. El 9 de noviembre de 2009, los Distritos Tanggu,Hangu y Dagang se fusionaron para formar el nuevo distrito municipal de Binhai.

## Clima
| Parámetros climáticos promedio de Tanggu (1971–2000) | Parámetros climáticos promedio de Tanggu (1971–2000) | Parámetros climáticos promedio de Tanggu (1971–2000) | Parámetros climáticos promedio de Tanggu (1971–2000) | Parámetros climáticos promedio de Tanggu (1971–2000) | Parámetros climáticos promedio de Tanggu (1971–2000) | Parámetros climáticos promedio de Tanggu (1971–2000) | Parámetros climáticos promedio de Tanggu (1971–2000) | Parámetros climáticos promedio de Tanggu (1971–2000) | Parámetros climáticos promedio de Tanggu (1971–2000) | Parámetros climáticos promedio de Tanggu (1971–2000) | Parámetros climáticos promedio de Tanggu (1971–2000) | Parámetros climáticos promedio de Tanggu (1971–2000) | Parámetros climáticos promedio de Tanggu (1971–2000) |
| Mes                                                  | Ene.                                                 | Feb.                                                 | Mar.                                                 | Abr.                                                 | May.                                                 | Jun.                                                 | Jul.                                                 | Ago.                                                 | Sep.                                                 | Oct.                                                 | Nov.                                                 | Dic.                                                 | Anual                                                |
| ---------------------------------------------------- | ---------------------------------------------------- | ---------------------------------------------------- | ---------------------------------------------------- | ---------------------------------------------------- | ---------------------------------------------------- | ---------------------------------------------------- | ---------------------------------------------------- | ---------------------------------------------------- | ---------------------------------------------------- | ---------------------------------------------------- | ---------------------------------------------------- | ---------------------------------------------------- | ---------------------------------------------------- |
| Temp. máx. media (°C)                                | 1.8                                                  | 5.0                                                  | 11.7                                                 | 20.5                                                 | 26.1                                                 | 30.1                                                 | 31.0                                                 | 30.2                                                 | 26.3                                                 | 19.7                                                 | 10.6                                                 | 3.9                                                  | 18.1                                                 |
| Temp. mín. media (°C)                                | −7.5                                                 | −4.9                                                 | 1.3                                                  | 8.9                                                  | 14.6                                                 | 19.7                                                 | 22.7                                                 | 21.9                                                 | 16.4                                                 | 9.3                                                  | 1.3                                                  | −4.9                                                 | 8.2                                                  |
| Precipitación total (mm)                             | 3.3                                                  | 4.0                                                  | 7.7                                                  | 20.9                                                 | 37.7                                                 | 71.1                                                 | 170.6                                                | 145.7                                                | 46.1                                                 | 22.7                                                 | 10.4                                                 | 4.1                                                  | 544.3                                                |
| Días de precipitaciones (≥ 0.1 mm)                   | 1.8                                                  | 2.1                                                  | 2.9                                                  | 4.4                                                  | 6.0                                                  | 8.0                                                  | 12.4                                                 | 10.2                                                 | 6.0                                                  | 4.5                                                  | 3.5                                                  | 2.0                                                  | 63.8                                                 |
| Horas de sol                                         | 178.3                                                | 176.9                                                | 205.3                                                | 229.8                                                | 265.7                                                | 251.2                                                | 217.6                                                | 223.3                                                | 223.3                                                | 211.1                                                | 173.1                                                | 166.2                                                | 2521.8                                               |
| Humedad relativa (%)                                 | 56                                                   | 54                                                   | 53                                                   | 51                                                   | 56                                                   | 64                                                   | 76                                                   | 77                                                   | 68                                                   | 64                                                   | 63                                                   | 59                                                   | 61.8                                                 |
| Fuente: China Meteorological Administration          |                                                      |                                                      |                                                      |                                                      |                                                      |                                                      |                                                      |                                                      |                                                      |                                                      |                                                      |                                                      |                                                      |